# Autobus de Londres
Le bus est, à Londres, un des moyens de transport en commun de la ville avec le métro, le train, le DLR et le tramway.
Les bus londoniens doivent notamment leur célébrité aux fameux bus à impériale de couleur rouge.

## Généralités
Il existe 673 lignes, en comptant les bus de nuit, qui fonctionnent lorsque le métro est fermé.

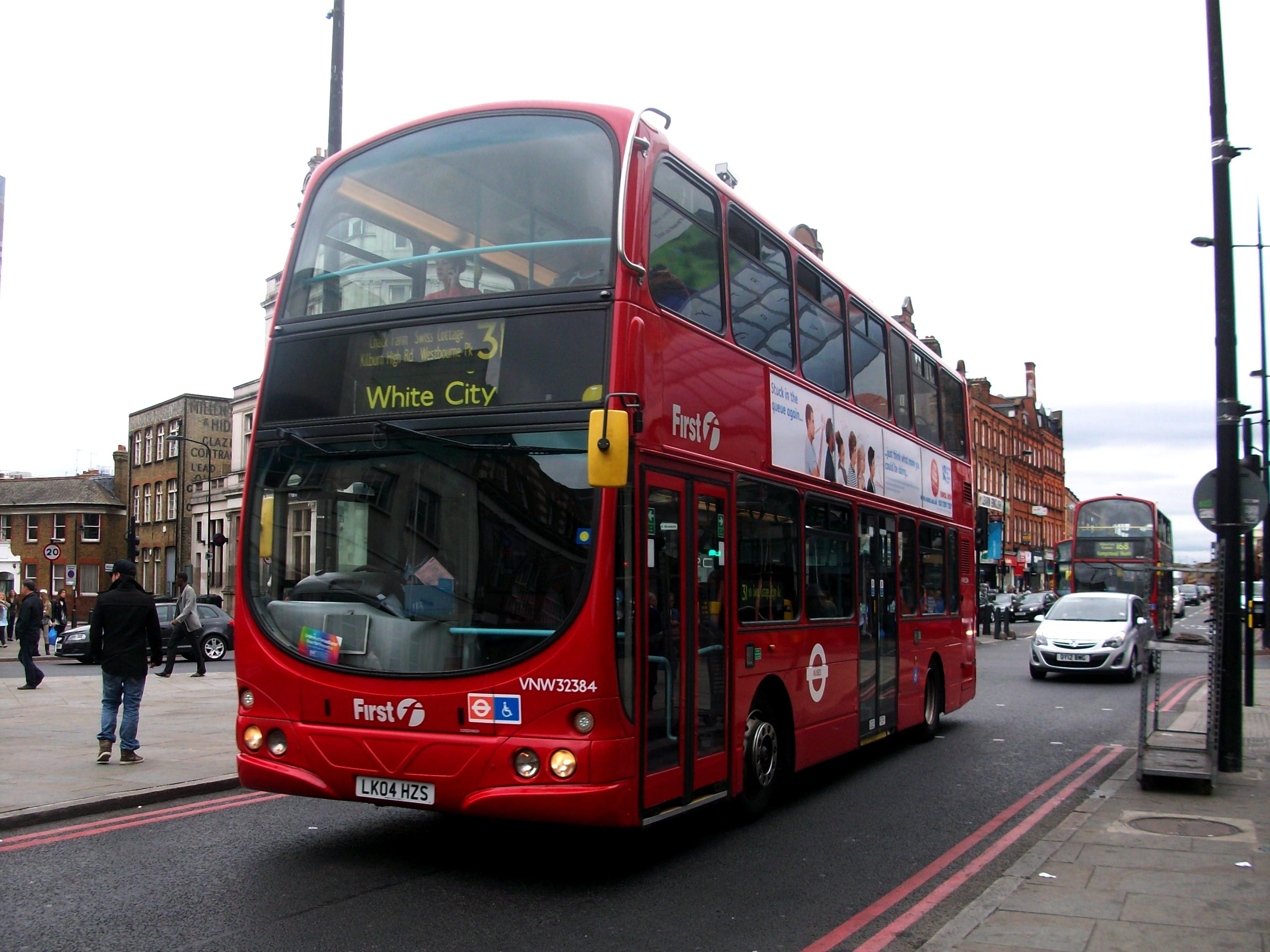
Autobus Volvo de la compagnie First.
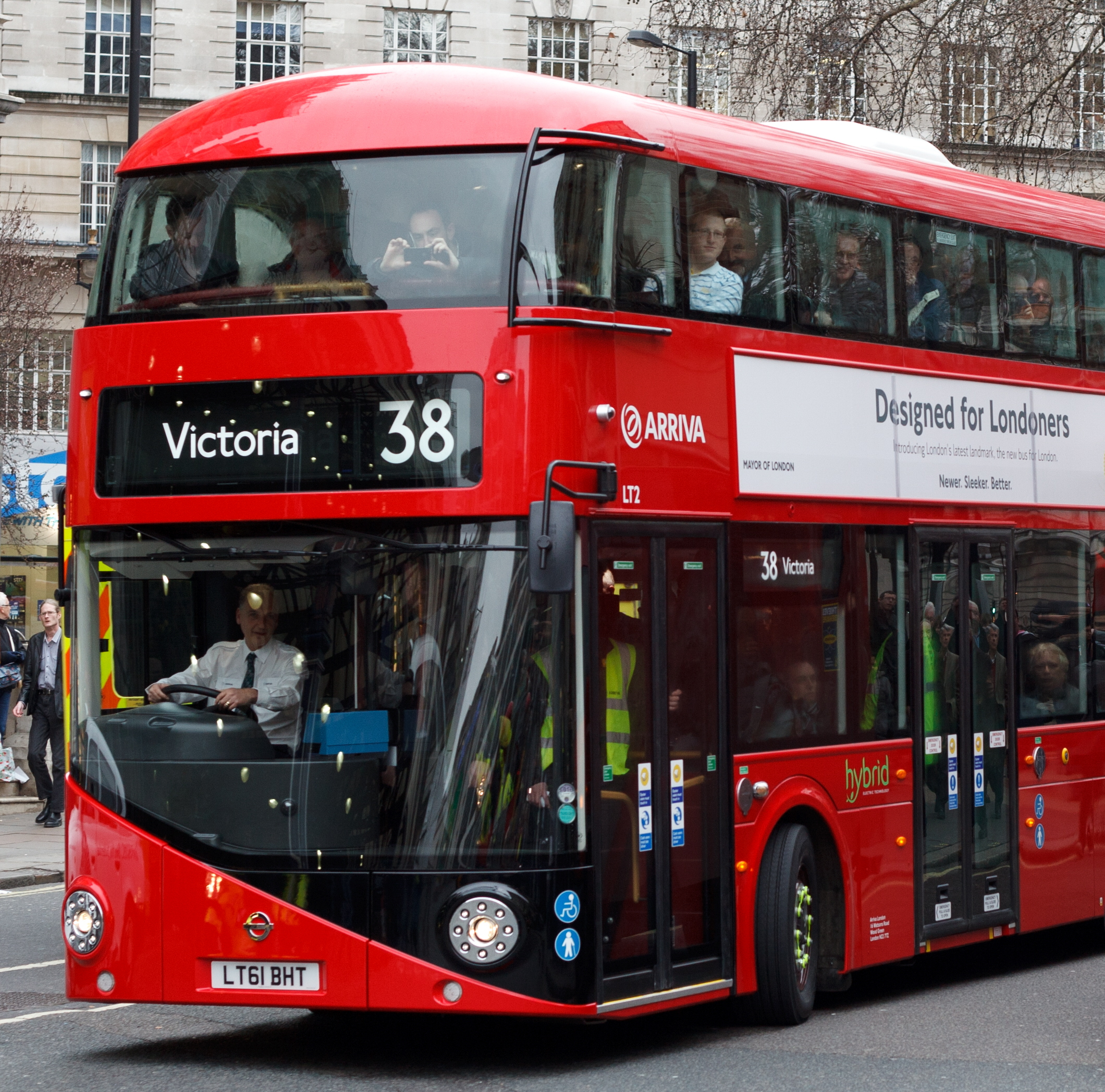
Nouvel autobus hybride de la compagnie Arriva.
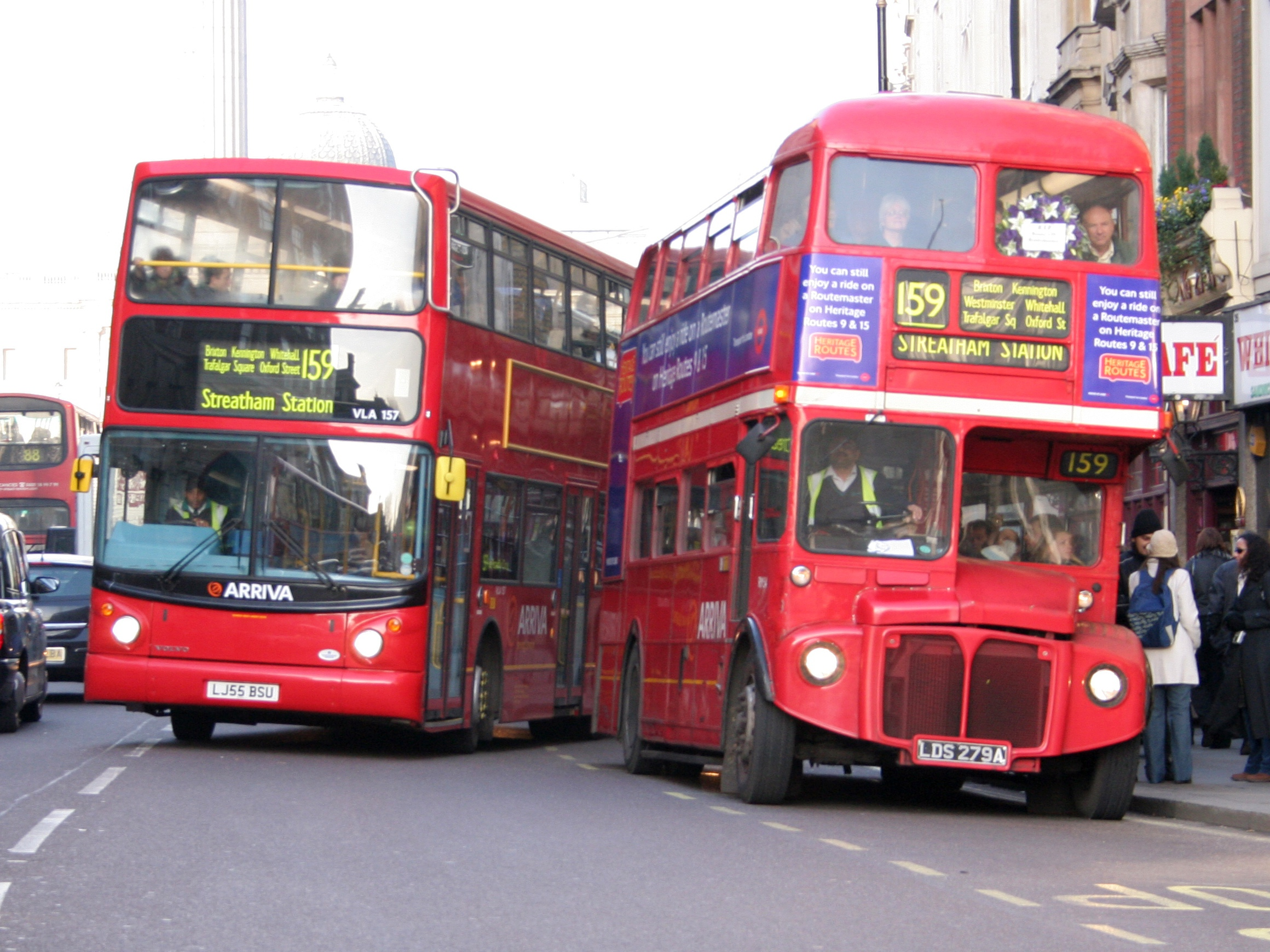
Un bus de type Alexander ALX400 (à g.) déboitant un AEC Routemaster de 1963.

## Histoire

### Organisation
| Dates     | Organisme                                                    | Supervisé par                    |
| --------- | ------------------------------------------------------------ | -------------------------------- |
| 1933-1947 | London Passenger Transport Board                             | London County Council            |
| 1948-1962 | London Transport Executive                                   | British Transport Commission     |
| 1963-1969 | London Transport Board                                       | Ministère des Transports         |
| 1970-1984 | London Transport Executive (seulement dans le Grand Londres) | Greater London Council           |
| 1970-1986 | London Country Bus Services (Green Line uniquement)          | National Bus Company             |
| 1984-2000 | London Regional Transport                                    | Secrétaire d'État aux Transports |
| 2000-     | Transport for London                                         | Maire de Londres                 |

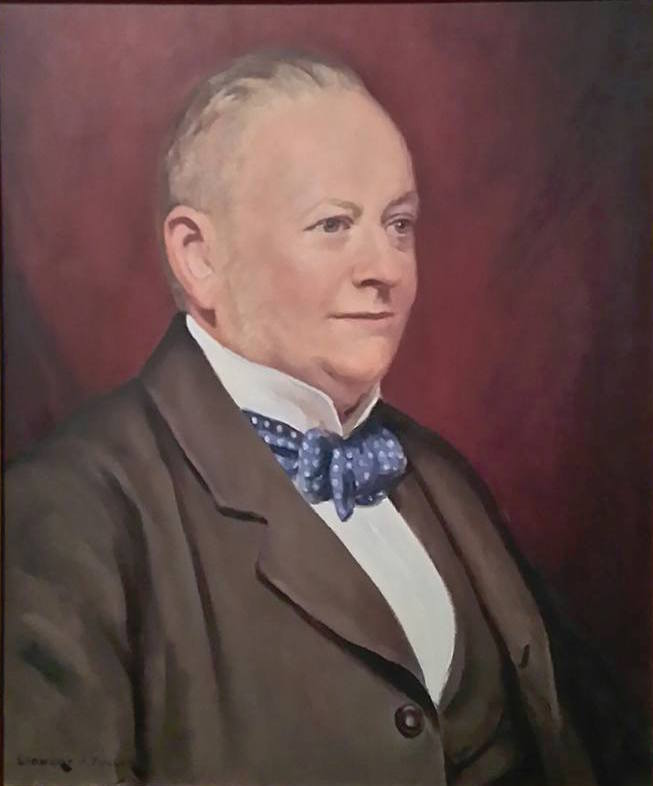
Thomas Tilling, fondateur de la Thomas Tilling Ltd.

Des autobus sont utilisés dans les rues de Londres depuis 1829, lorsque George Shillibeer mit en place son service d'omnibus à cheval de Paddington à La City. En 1850, Thomas Tilling lança son propre réseau d'omnibus et dès 1855 la London General Omnibus Company (LGOC) fut fondée afin de fusionner et réguler le différentes compagnies exploitant ce marché en pleine expansion.
La LGOC commença à utiliser des omnibus motorisés en 1902, et à les fabriquer à son compte en 1909. En 1904, Thomas Tilling lança son premier service d'autobus à moteur. Le dernier omnibus à cheval fut retiré du service le 25 octobre 1911, même si des opérateurs indépendants les utilisèrent jusqu'en 1914.

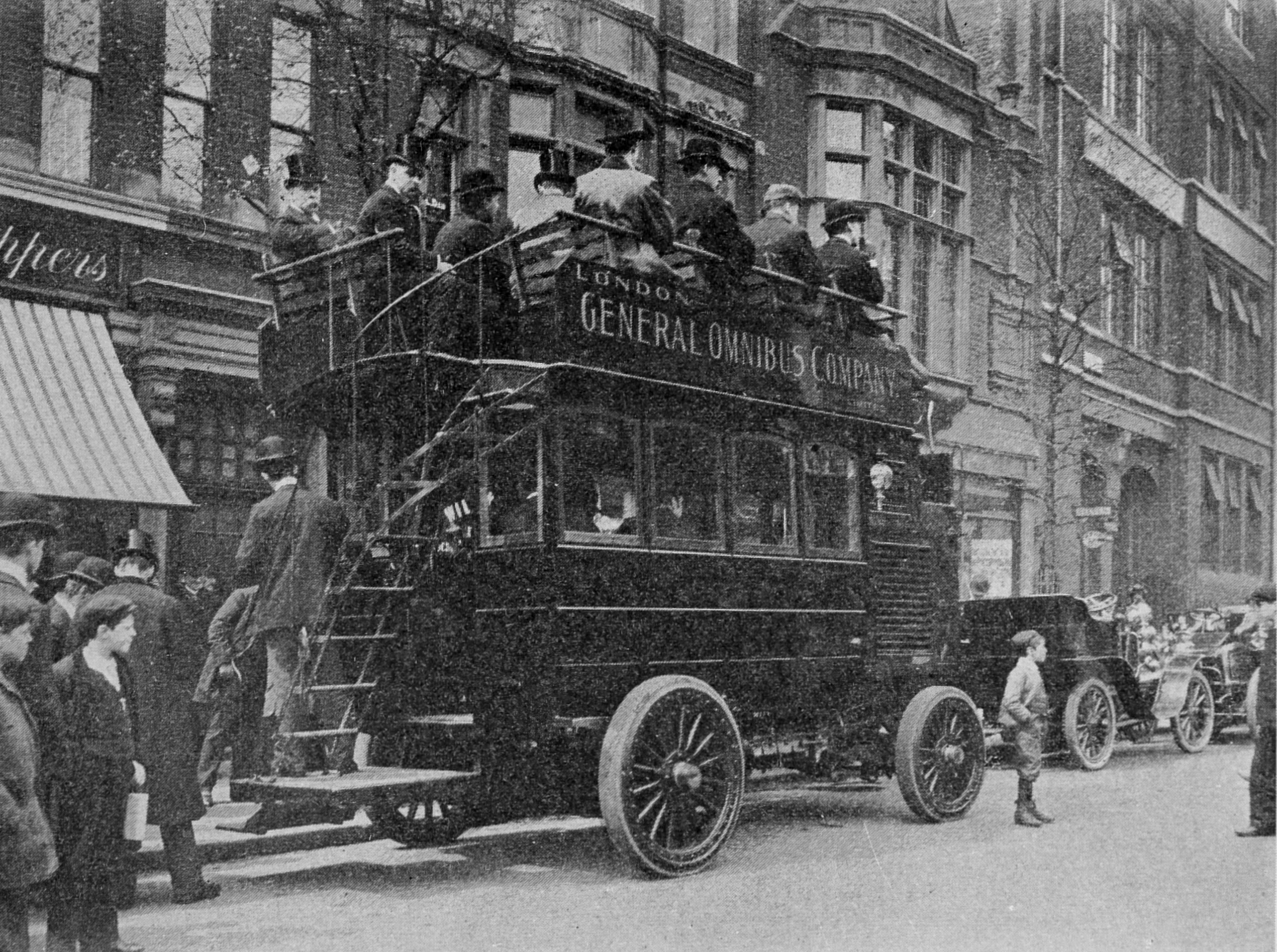
Omnibus de la London General Company en 1903

En 1909, Thomas Tilling et LGOC entamèrent des discussions afin de mettre en commun leurs ressources. L'accord final limitait l'expansion de Thomas Tilling dans Londres, et autorisait la LGOC à mener une fusion de la plupart des concurrents. Cependant, aussi en 1909, Thomas Clarkson fonda la National Steam Car Company afin d'exploiter des autobus à vapeur en concurrence avec la LGOC. En 1919, la National se mit d'accord avec la LGOC en vue de se retirer du marché des transports londoniens, et les bus à vapeur cessèrent dès lors d'être exploités.

#### De LPTB à LRT
En 1912, le Underground Group, qui à cette époque exploitait la plupart du métro de Londres, acheta la LGOC. En 1933 la LGOC, ainsi que le reste de l'Underground Group, devint une branche du tout récent London Passenger Transport Board. Le nom de London General fut remplacé par celui de London Transport, qui serait désormais associé aux célèbres autobus rouges.
Des numéros de ligne furent utilisés pour la première fois en 1906. Quand des entreprises indépendantes débutèrent en 1922, elles utilisaient des numéros différents pour chaque trajet, associés à une lettre désignant les branches de chaque trajet. En 1924, avec le London Traffic Act, le pouvoir de donner les numéros de trajet fut accordé à la Metropolitan Police, ainsi désormais tous les bus quelle que soit leur compagnie affichaient les mêmes noms pour chaque trajet. Ceci conduisit assez rapidement à un chaos monstre, et le London Passenger Act de 1933 redonna ce pouvoir aux professionnels. Les lettres disparurent graduellement au fil des ans, la dernière ligne les utilisant, la 77A, étant devenu la ligne 87 en juin 2006.
Le LPTB, dirigé par Lord Ashfield, gérait toutes les lignes dans la London Passenger Transport Area, une zone allant jusqu'à 30 miles autour du centre de Londres. Cela incluait les services ruraux de London General (qui devinrent plus tard les autobus vert du London Transport) , les Green Line Coaches, et la plupart des lignes du Tilling Group et de toutes les autres compagnies.
Les autobus de Londres continuèrent d'être exploités sous la bannière London Transport de 1933 à 2000, même si l'organisme de tutelle changea de nombreuses fois. Le LPTB fut le gestionnaire de 1933 à 1947 avant d'être replacé par le London Transport Executive de 1948 à 1962. Le London Transport Board fut ensuite responsable de London Transport de 1963 à 1969, avant de passer la main au Greater London Council de 1970 à 1984, lui-même remplacé à partir de 1984 et jusqu'en 2000 par London Régional Transport.
Cependant, en 1969, la législation obligea au transfert des lignes rurales, les bus verts, à la National Bus Company. Appelés London Country, ces autobus ainsi que les Green Line Coaches passèrent sous la responsabilité d'une filiale de NBC, London Country Bus Services, le 1er janvier 1970.

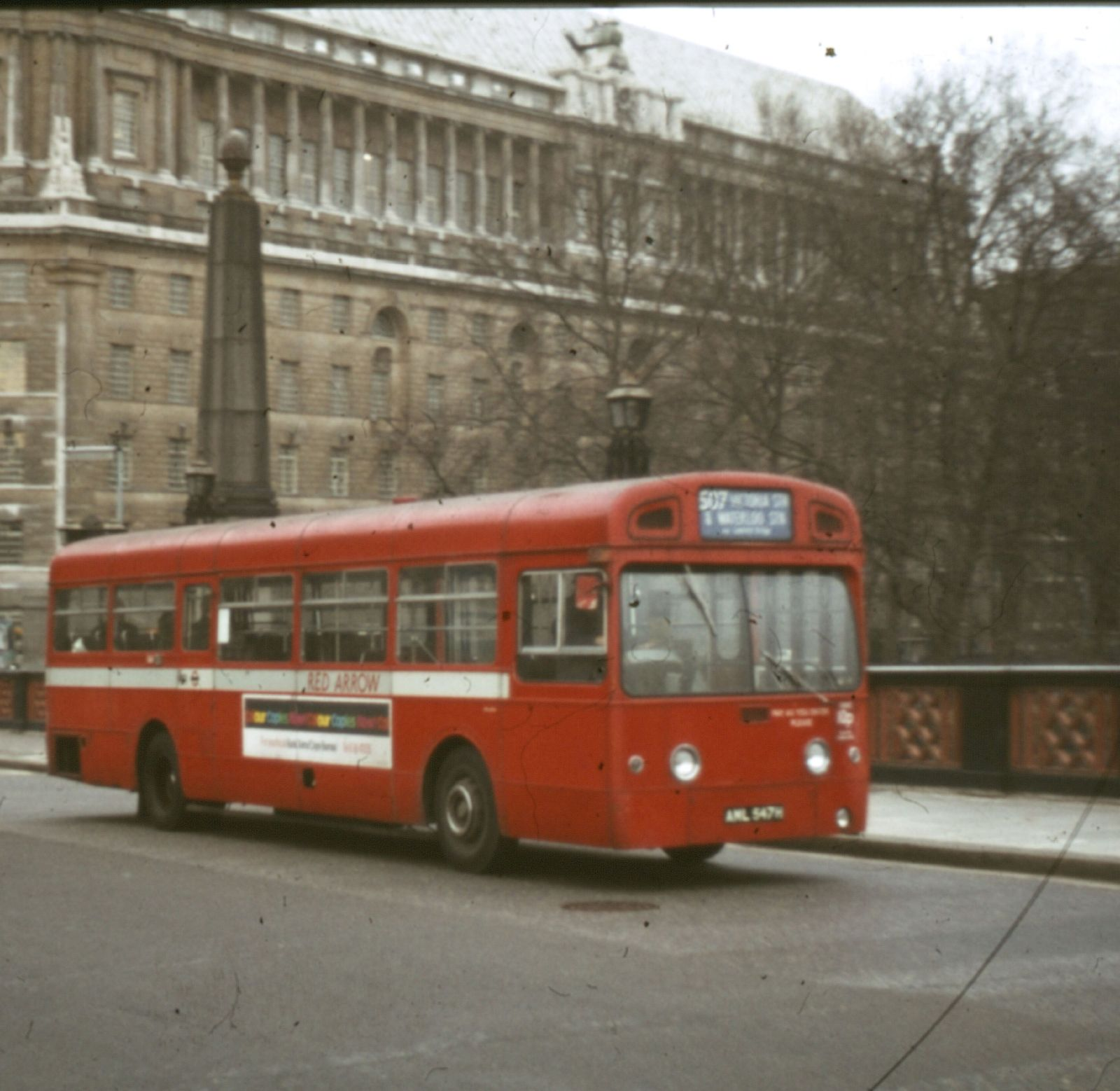
Red Arrow (ligne 507)

Un réseau d'autobus express fut mis en place par London Transport dans le centre de Londres sous le nom de Red Arrows (Flèches rouges). Les lignes, toute numérotées en 5xx, partaient d'une ligne principale et se dirigeaient vers des lieux précis de West End et de La City. Ce service fut introduit en 1966 et étendu en 1968, mais dans les années 1990 les lignes furent globalement arrêtées et aujourd'hui seules subsistent les lignes 507 et 521.
En 1979, la gestion des autobus de Londres fut divisée en huit districts, comme montré dans le tableau ci-dessous : 
| District | Quartiers                                   | Logo (situé au-dessus de la rondelle LT) |
| -------- | ------------------------------------------- | ---------------------------------------- |
| Abbey    | West central                                | Couronne                                 |
| Cardinal | Ouest et sud-ouest                          | Buste de Thomas Wolsey                   |
| Forest   | Est et nord-est (d'après la forêt d'Epping) | Écureuil                                 |
| Leaside  | Nord (d'après la Lea)                       | Cygne                                    |
| Selkent  | Sud-est                                     | Gerbe de houblon                         |
| Tower    | East central                                | Tour Blanche                             |
| Wandle   | Sud (d'après la rivière Wandle)             | Roue à eau                               |
| Watling  | Nord-ouest                                  | Buste de soldat romain                   |

Les districts furent par la suite réorganisés et réduits à six (avec la suppression de Tower et Watling) avant d'être supprimés en 1989, suivant le Transport Act de 1985 qui rendait imminente la privatisation

#### Privatisation
Dans les années 1980, l’État possédait la National Bus Company et le Scottish Bus Group. Les réseaux locaux étaient dominés par London Transport à Londres, les Passenger Transport Executive dans les grandes villes et les entreprises municipales dans les autres villes. Le gouvernement de Margaret Thatcher a décidé de déréguler le secteur du transport par autobus en Grande-Bretagne. La première partie déréglementée fut le transport interurbain en 1981. A Londres, tous les services de bus ont été transformés en délégation de service public en 1984.
Le Transport Act de 1985 a conduit à la déréglementation du reste de ce marché dans toute la Grande-Bretagne, à l'exception de Londres. De plus, la Loi a obligé tous les services de bus de la régie à se transformer en sociétés publiques locales. L'État a divisé la National Bus Company et la Scottish Bus Company avant de les vendre au secteur privé. La loi obligeait les Passenger Transport Executives à diviser leurs anciens autobus la régie en sociétés de bus de district publiques locales et à les revendre ensuite au secteur privé. De nombreuses sociétés publiques locales d'autobus municipaux ont été rachetées par le secteur privé, certaines ont fait faillite mais dix survivent aujourd'hui.
À Londres, un modèle complètement différent a été mis en œuvre ; La gestion est transformée en délégation de service public et les quartiers deviennent société publique locale qui sont vendus au privé. Il n'y a qu'à Londres que les autorités contrôlent les niveaux de service, les trajets, les itinéraires, les fréquences et les tarifs, en partenariat avec le service public qui gère lui-même le service. En dehors de Londres, tous les services de bus non subventionnés ne sont pas contrôlés.
Ce régime est toujours en place aujourd'hui, et les autobus de Londres sont en concurrence avec de nombreuses compagnies privées. En 2000, avec la formation de la Greater London Autorithy, la responsabilité de London Buses passa de la compagnie étatique London Régional Transport à une branche de la Mairie de Londres, Transport for London.

### Véhicules
Depuis les débuts de la London General Omnibus Company (LGOC) dans les années 1900, et ce jusque dans les années 1960, Londres posséda ses propres véhicules, différents de ceux utilisés dans le reste du pays. Associated Equipment Company fut créé comme filiale de la LGOC en 1912, afin de construire des autobus pour sa compagnie-mère, et resta dans le giron de LGOC et ses successeurs jusqu'en 1962. La plupart des autobus desservant les lignes locales de Londres étaient ainsi construits par AEC, même si d'autres constructeurs ont aussi pu fournir des autobus spécifiques à Londres, où ont modifié des véhicules préexistants.
Le dernier bus spécialement dessiné pour les transports londoniens fut le AEC Routemaster, construit de 1956 à 1968. Depuis ce temps, les autobus de Londres sont des variantes de modèles utilisés dans tout le pays, même si les constructeurs continuent à proposer une London Specification dans leur gamme. Quelques constructeurs ont même été jusqu'à construire des modèles spécialement destinés à la capitale britannique, comme le Daimler Fleetline ou bien le Leyland Titan.
Londres vit aussi dans les années 1980 et 1990 l'émergence de modèles de minibus et midibus, à la fois pour offrir plus de souplesse sur les lignes en fonction de l'affluence, ainsi que sur des trajets inaccessibles au bus de taille normale.
Londres fut l'une des premières grandes villes à utiliser des autobus à plancher bas. À partir de 2000, aux bus à impériale formant la majorité du parc furent ajoutés des autobus articulés, notamment 393 Mercedes-Benz Citaro. Ils furent introduits afin de pallier l'arrêt des Routemaster, possédant de plus une capacité d'emport de passagers plus importante. Une petite flotte d'autobus hybrides fut aussi lancée.

#### Nouveau Routemaster et retrait des autobus articulés
Lors de la campagne pour les élections municipales de 2008, le candidat Boris Johnson fit de nombreuses promesses pour changer les autobus de Londres, il s'engagea notamment à introduire un nouveau Routemaster et à retirer du service les autobus articulés. Johnson fut élu le 4 mai 2008, et le 4 juin, Transport for London annonça l'ouverture de l'appel d'offres New Bus for London, destiné à produire un nouveau Routemaster hybride à l'horizon 2012 (année de l'élection municipale suivante) .
En août 2008, le commissaire aux Transports de Londres, Peter Hendy, annonça que le retrait des autobus articulés commencerait dès 2009. Afin de réduire les coûts additionnels pour TfL, les autobus seraient retirés lorsque leurs contrats de 5 ans arriveraient en période de renouvellement, et les véhicules de remplacement seraient choisis par les opérateurs. Les options pour le remplacement n'excluaient pas des mesures originales, comme des autobus triple-essieu. Cependant, une étude indiqua que le retrait des véhicules articulés resterait malgré tout coûteux ; l'association London Travel Watch estima le coût de remplacement de tous les bus articulés de trois lignes tout en maintenant une capacité similaire coûterait 12,6 millions de livres supplémentaires par an, à cause du plus grand nombre de véhicules nécessaires.
Le 7 décembre 2008, Boris Johnson fit un passage dans Top Gear, ce qui fut l'occasion pour Jeremy Clarkson de l'interroger sur le remplacement des autobus articulés, qui aurait déjà dû commencer, ce à quoi l'intéressé répondit en fixant une date butoir courant 2010. Quelques épisodes auparavant, le présentateur Richard Hammond avait commenté une course entre différents types de bus utilisés à Londres, qu'un bus à simple étage avait remportée tandis que le bus à impériale s'était couché sur le flanc au dernier virage.
Les premiers autobus à être retirés ont été les Red Arrow des lignes 507 et 521 (même si cette dernière ne pouvait utiliser des bus à impériale à cause du tunnel sous le Strand qu'elle empruntait), en mai 2009, suivis par la ligne 38 en juillet. Tous les autobus avaient été renouvelés le 9 décembre 2011.
En mai 2010, Boris Johnson dévoila le dessin du nouveau Routemaster, décrit comme un autobus à forte personnalité destiné exclusivement à l'usage à Londres. Les véhicules, dessinés par Heatherwick Studio et construits par Wrightbus possédaient deux escaliers, trois portes et une plateforme ouverte permettant la montée et la descente des passagers, et seraient normalement lancés en 2012.
En décembre 2011, le magazine automobile Autocar testa le nouveau Routemaster sur route. Il était décrit comme possédant « un intérieur à tomber à la renverse » , « le meilleur transport public ». Il obtint une note supérieure à celle du Wright Gemini Hybrid 2, du Mercedes-Benz Citaro et du AEC Routemaster.
Cependant, en décembre 2016, le nouveau maire de Londres Sadiq Khan décida que les commandes seraient stoppées après seulement 805 exemplaires livrés alors que Boris Johnson envisageait de constituer une flotte de 2000 de ces véhicules.